# 密花卫矛
密花卫矛（学名：Euonymus contractus）是卫矛科卫矛属的植物，是中国的特有植物。分布于中国大陆的四川等地，生长于海拔1,000米的地区，一般生于山地石缝中，目前尚未由人工引种栽培。